# آبژدان (اندیکا)
آبژدان شهری از توابع شهرستان اندیکا در استان خوزستان ایران است. این شهر شمال شهرمسجدسلیمان و در میان سد شهید عباسپور وگدار از بزرگ‌ترین سدهای کشور قرار دارد.

## تاریخچه
این شهر پس از ادغام روستاهای منطقه آبژدان جعفرآباد، ناصرخسرو، کوی حکیم حسن آقا، یک برجی و شهرک یاسر به شهر تبدیل شد و به نام شهر آبژدان نام‌گذاری شد.

## جمعیت
این شهر در دهستان آبژدان قرار دارد و بر اساس سرشماری مرکز آمار ایران در سال ۱۳۸۵، جمعیت آن ۷۸۹ نفر (۱۴۶خانوار) بوده است.